# Рівер-Руж (Мічиган)
Рівер-Руж (англ. River Rouge) — місто (англ. city) в США, в окрузі Вейн штату Мічиган. Населення — 7224 особи (2020).

## Географія
Рівер-Руж розташований за координатами 42°16′28″ пн. ш. 83°7′27″ зх. д. / 42.27444° пн. ш. 83.12417° зх. д. (42.274346, -83.124162).  За даними Бюро перепису населення США в 2010 році місто мало площу 8,41 км², з яких 6,87 км² — суходіл та 1,54 км² — водойми.

## Демографія
Згідно з переписом 2010 року, у місті мешкали 7903 особи в 2897 домогосподарствах у складі 1885 родин. Густота населення становила 940 осіб/км².  Було 3731 помешкання (444/км²).
Расовий склад населення:
| - 50,5 % — чорних або афроамериканців - 39,4 % — білих - 0,6 % — корінних американців - 0,2 % — азіатів - 0,1 % — вихідців з тихоокеанських островів - 4,2 % — осіб інших рас |

До двох чи більше рас належало 5,0 %. Частка іспаномовних становила 11,2 % від усіх жителів.
За віковим діапазоном населення розподілялося таким чином: 29,2 % — особи молодші 18 років, 59,6 % — особи у віці 18—64 років, 11,2 % — особи у віці 65 років та старші. Медіана віку мешканця становила 33,0 року. На 100 осіб жіночої статі у місті припадало 88,8 чоловіків;  на 100 жінок у віці від 18 років та старших — 83,9 чоловіків також старших 18 років.
Середній дохід на одне домашнє господарство  становив 36 572 долари США (медіана — 26 230), а середній дохід на одну сім'ю — 39 088 доларів (медіана — 27 641). Медіана доходів становила 35 202 долари для чоловіків та 23 813 долари для жінок. За межею бідності перебувало 41,4 % осіб, у тому числі 54,4 % дітей у віці до 18 років та 17,0 % осіб у віці 65 років та старших.
Цивільне працевлаштоване населення становило 2336 осіб. Основні галузі зайнятості: освіта, охорона здоров'я та соціальна допомога — 18,4 %, виробництво — 17,0 %, роздрібна торгівля — 14,1 %, науковці, спеціалісти, менеджери — 13,0 %.